# Skandináv krimi
A 2010-es évekig a műfajnak nem volt külön neve, ám néha leíró jelleggel "északi kriminek" vagy "skandináv kriminek" nevezték. A Nordic noir kifejezés is a műfaj leírására született. Egyrészt a noir-t mint intézményesült műfaji megnevezést tartalmazza, másrészt a lokalitásra utal a nordic behatárolás. Míg Skandinávia alatt legtöbbször három északi ország együttesét értjük: Dánia, Norvégia és Svédország, addig a nordic kifejezés már egy nagyobb északi területet foglal magába, az előző három ország mellett Finnországot és Izlandot is.  A Nordic noir kifejezés angol nyelvterületről származik, külső elnevezése a műfajnak, nem önmeghatározás. Legelőször a University College Skandináv tanszéke használta. Majd a BBC dokumentumfilm után lett széles körben ismert kifejezés: Nordic Noir: the Story of Scandinavian Crime Fiction. Később a The Killing című sorozatot a The Guardian szintén Nordic noir-ként aposztrofálta. 
A skandináv noir cselekménye hátterében általában megjelenik az adott régió politikai és társadalmi rendszere, annak hibái és kritikája. Ezek a művek amellett, hogy sok lokális jegyet tartalmaznak, transznacionális elemeket is megjelenítenek, így a formátumuk újragyártható lesz. Például ilyen sorozat a dán Forbrydelsen amerikai remake-je a The Killing is.
Maj Sjöwall és Per Wahlöö szerzőpáros is hozzájárult a skandináv krimi intézményesüléséhez, Wahlöö amerikai krimiket fordított svédre. Maurits Christopher Hansen Roolfsen gépgyáros meggyilkolása című történetét is számon tarthatjuk, mint az egyik első detektívtörténetet.

### Írók[2]

#### Finn[3]
- Leena Lehtolainen: legismertebb sorozataként a Maria Kallio rendőrnőről szóló történeteket említhetjük.
- Reijo Mäki: termékeny író, 25 regényt írt a magándetektív Jussi Vares főszereplésével.
- Mikko Porvali: a finn rendőrség főnyomozója. Regényeiben a fikció, a valóság és az életrajzi elemek is keverednek egymással. Karelia Noir trilógiája az 1920-as évek Finnországában játszódik.

#### Izlandi
- Arnaldur Indriðason: 26 országban adták ki könyveit. Leggyakoribb főszereplője Erlendur detektív.
- Yrsa Sigurðardóttir: krimi és gyermekkönyv író. Könyveinek főszereplője Thóra Gudmundsdóttir.
- Ragnar Jonasson: A Dark Iceland sorozat írója. A sorozatban Ari Thór Arason a főszereplő rendőr.
- Steinar Bragi: krimiíró és költő is. Az új generációs izlandi írók csoportjához tartozik, akik a gótikus horrorból merítenek. Első megjelent regénye a Svarthol. Magyarul is megjelent kötete a Felföld.

#### Dán
- Jussi Adler-Olsen: regényeiből film és színházi adaptációk is készültek. Leghíresebb sorozata a Q ügyosztály, Carl Mørck nyomozó főszereplésével.
- Leif Davidsen: újságíró, szerkesztő. Politikai thrillereket is írt, gyakran külföldön játszódnak történetei, de főszereplői általában dánok. Legelső könyve a The Russian Singer egy dán diplomata története Oroszországban.

#### Norvég[3]
- Karin Fossum: Norvégia egyik legismertebb krimiírója. Nemzetközileg ismert a Sejer Nyomozó sorozata.
- Anne Holt: ügyvéd, korábbi Igazságügyi Miniszter. Regényeinek főszereplője Hanne Wilhelmsen.
- Jørn Lier Horst: korábban rendőrként dolgozott. Valós események ihlették a debütáló regényét. Sorozatának főszereplője William Wisting nyomozó.
- Jo Nesbø: az egyik legnépszerűbb krimiíró, nem csak Norvégiában. Történeteit többször megfilmesítették, legismertebb karaktere Harry Hole.

#### Svéd
- Jan Arnald: írói neve Arne Dahl, több adaptáció is készült könyveiből, illetve több díjat is kapott, mint Legjobb Svéd Krimi Író. Az Intercrime sorozatának főszereplői egy svéd nyomozócsapat az A-csoport.
- Åke Edwardson: többek között újságírást is tanított és a krimi mellett több gyerekeknek szánt könyvet is írt. Sorozatának főszereplője EricWinter nyomozó.
- Mons Kallentoft: író és újságíró, aki megalkotta Malin Fors karakterét, tizenkét könyv jelent meg a karakter főszereplésével.
- Camilla Läckberg: írásait több mint negyven nyelvre fordították és több mint hatvan országban jelent meg. Sorozatának főszereplői: Patrik Hedstrom nyomozó és Erica Falck írónő.
- Jens Lapidus:  a Stockholm Noir trilógia hozta meg számára a népszerűséget. Sorozata a stockholmi alvilágot helyezi középpontba.
- Stieg Larsson: újságíró, kutató, politikai aktivista volt. Leghíresebb műve A tetovált lány, amelyből több adaptáció is született.
- Åsa Larsson: leghíresebb regénye a The Savage Altar. Sorozata a Rebecka Martinsson.
- Henning Mankell: főképpen társadalmi problémákkal foglalkozott, illetve azok voltak az alapfeltevései az írásaiban. Fontos műve az Arctalan Gyilkosok. Sorozata a Wallender, nyomozója Kurt Wallender.
- Liza Marklund:  az Annika Bengtzon könyvek szerzője, amelyekbol két film is készült.
- Håkan Nesser: regényeit több mint húsz nyelvre fordították. Leghíresebb novellagyűjteménye Van Veeteren történetei amelyekből több film is készült.
- Leif G. W. Persson: kriminológus, gyakran megjelenik híradásokban valós bűncselekmények kapcsán, mint szakértő. Három regényének Evert Bäckström nyomozó a főszereplője. Több másik regényében szerepel Bo Jarnebring és Lars Martin Johansson rendőrpárosa.
- Maj Sjöwall és Per Wahlöö: közösen írták könyvsorozatukat Martin Beck nyomozó főszereplésével. Ők tekinthetők a skandináv krimi műfaj megalapozóinak.

## Műfaji jegyek
Általában a rendőrség/rendőr/nyomozó szemszögéből íródnak az elbeszélések, mindig a kissé kietlen, melankolikus, kopár skandináv helyszínen játszódik. A műfaji jegyeket Henning Mankell regényeihez köthetjük. Az írásmódra jellemző a sallangmentesség, az egyszerű írói stílus metaforáktól és szóképektől mentesen. A detektív általában egy sötét múlttal rendelkező figura, aki gyakran maga is bűncselekmény áldozata volt korábban. A skandináv krimi, csakúgy mint a krimi általában, társadalmi problémákra reflektál: a skandináv országok szociális problémái, gyilkosságok, nőgyűlölet, nők elleni erőszak, bevándorlás és bevándorlók elleni erőszak, drogproblémák. Ezeket általában véres bűncselekmények által mutatják be egy többrétegű történet során.

## Skandináv krimi a filmvilágban
A skandináv krimi egyaránt megjelenik televíziós sorozatok, illetve filmek formájában is, amelyek egy jelentős része könyvadaptáció. A sorozatok tekintetében a leghíresebb A híd és az Egy gyilkos ügy. Filmek tekintetében pedig A tetovált lány (eredetileg könyv, majd két adaptáció is készült, egy svéd majd később egy amerikai), amely nagy hatással volt a külföldi krimire és több műfaji jegyét is átvettek. A dán krimik esetében a Q-ügyosztály történetei kiemelkedő sikernek számítanak. A filmsorozat immáron öt részből áll, a dán író, Jussi Adler-Olsen regényein alapul. 2007-ben indult a könyvsorozat, amelynek eddig hét része van.

### Ismert skandináv krimi filmek/sorozatok

#### Izlandi
- Vérvonal (2006): Az egyik kutatóintézet dolgozoja nyomozni kezd a lánya betegségét illetően.

Rendezte: Baltasar Kormákur, Írta: Arnaldur Indridason
- Katla (2021): Egy helyi vulkánkitörés során több, hamuval borított ember bukkan fel, és hirtelen megjelenésük felforgatja a település nyugalmát.

Rendezte: Baltasar Kormákur

#### Dán
- Az eltűnés sorrendjében (2014): Egy hókotró sofőrjének a fia drogtúladagolásban elhunyt. Állítása szerint viszont fia sosem tenne ilyet. Igy nyomozásba kezd.

Rendezte: Hans Petter Moland
- Q-ügyosztály: Írta: Jussi Henry Olsen: A történet szerint egy alagsori irodában megszervezik a Q-ügyosztályt amely szelektálja és átolvassa a régi ügyeket.

1. Nyomtalanul (2013), Rendezte: Mikkel Norgaard
2. Fácángyilkosok (2014), Rendezte: Mikkel Norgaard
3. Palackposta (2016), Rendezte: Hans Petter Moland
4. A 64-es betegnapló (2018), Rendezte: Christoffer Boe
5. Hajtóvadászat (2021), Rendezte: Martin Zandvliet

#### Svéd
- A tetovált lány (2009): A korrupció és a gonoszság anatómiája: egy régi ügyben nyomoznak, több, mint negyven éve tűnt el az egyik milliárdos unokahúga.

Rendezte: Niels Arden Oplev, Írta: Stieg Larsson
- A lány, aki a tűzzel játszik (2009): A Millennium sajtóorgánum több ügyet leleplezett már. Viszont meggyilkolták a lap két munkatársát, amikor a leánykereskedelem után kutattak.
- A lány, aki a darázsfészekbe nyúlt (2009): Egy vidéki család brutális meggyilkolása és több titok áll a középpontban, amelyeket a Millenium egyik újságírója próbál kideríteni.

Rendezte: Daniel Alfredson, Írta: Stieg Larsson

#### Norvég
- Fejvadászok (2011): Roger Brown egy nagyon sikeres fejvadász, aki nem mellesleg műkincstolvaj is titokban.

Rendezte: Morten Tyldum, Írta: Jo Nesbo
- Hóember (2017): Harry Hole, a nyomozó osztag vezetője úgy gondolja, hogy egy rejtélyes sorozatgyilkos tevékenykedik Oslóban.

Írta: Jo Nesbo

#### Sorozatok
- Wallander (2008): svéd: svéd vidéki bűnügyek feltárása
- A híd (2011): svéd-dán: a két említett ország határán találtak egy kettévágott női holttestet, igy mindkét ország nyomozói dolgoznak az ügyben.
- Egy gyilkos ügy: dán: brutálisan meggyilkolnak egy fiatal lányt, mely után rendőrségi nyomozás indul.
- Anno 1790 (2011): svéd: a háborús veterán, Gustav Daadh detektívnek áll, hogy megreformálja a királyi szervet.
- Jordskott (2015): svéd: a detektiv hazatér hét évvel azután, hogy elrabolták a lányát.
- Trapped (2015): izland: Egy kis településen zajlik a történet, ahol a nyílt vízből egy holttestet halásznak ki.
- Futóhomok (2019): svéd: Egy iskolában történt tragédia után nyomozni kezdenek és az egyik ottani diáklányra gyanakodnak.
- A Valhalla gyilkosságok (2020): izland: Oslói detektiv hazatér, ezek után egy kép alapján segít az ottani nyomozónak egy sorozatgyilkos ügyében